# 伊尔克斯顿
伊尔克斯顿（Ilkeston，发音：[ɪlkstən]）是英格蘭德比郡的一個城鎮。據2001年人口普查，伊尔克斯顿有人口37,550人。伊尔克斯顿可能始建於6世紀時期。

## 地名
事实上，该地名Ilkeston的发音为[ɪlkstən]，根据实际发音其应译作“伊尔克斯顿”，《世界地名翻译大辞典》中将其误译作“伊尔基斯顿”。